# Тодд Філліпс
Тодд Філліпс (англ. Todd Phillips; нар. 20 грудня 1970) — американський сценарист і кінорежисер. Найбільш відомий за комедійними фільмами «Дорожні пригоди» (2000), «Старе загартування» (2003), «Похмілля у Вегасі» (2009), «Встигнути до» (2010) та кримінальному трилеру «Джокер» (2019).

## Біографія
Філліпс народився у Брукліні, Нью-Йорк, вступив до New York University Film School, але покинув її аби зосередитися на створенні свого першого фільму, яким став повнометражний документальний фільм Hated: GG Allin and the Murder Junkies, про життя і смерть панк-рокера GG Allin.

## Фільмографія
- Hated: GG Allin and the Murder Junkies (1994)
- Frat House (1998)
- Дорожні пригоди (2000)
- Bittersweet Motel (2000)
- Старе загартування (2003)
- Старскі та Гатч (2004)
- Школа негідників (2006)
- Похмілля у Вегасі (2009)
- Встигнути до (2010)
- Похмілля у Вегасі 2 (2011)
- Проєкт Х: Дорвались (2012)
- Похмілля у Вегасі 3 (2013)
- Хлопці зі стволами (2016)
- Джокер (2019)
- Джокер: Божевілля на двох (2024)